# Токо скельний
Токо скельний (Lophoceros bradfieldi) — вид птахів родини птахи-носороги (Bucerotidae). Видова назва вшановує південноафриканського природознавця Р. Д. Бредфілда (1882—1949).

## Опис
Це середніх розмірів птах, довжина від 50 до 57 см. Черево і спина забарвлені в білий колір. Крила — чорні. Кінчик довгого хвоста — білий.
Самки менше самців і їх можна розпізнати по бірюзовому забарвленню обличчя. Очі жовті, дзьоб червоний. Дзьоб довгий і не має жодного шолома.

## Поширення
Це рідкісний мешканець лісів мопане і саван північно-східної Намібії, півночі Ботсвани, на півдні Анголи і сході Зімбабве.

## Живлення
Вони живляться фруктами, великими комахами, горіхами і невеликими рептиліями.